# Renée Sainte-Claire Deville
Renée Sainte-Claire Deville, née Alberte Marguerite Renée Sainte-Claire Deville le 3 février 1889 à Paris et morte le 17 juillet 1967 dans la même ville,  est une militante et dirigeante associative française. Elle fait partie des fondatrices du scoutisme féminin en France, notamment de la section neutre et de la branche des Petites Ailes au sein de la Fédération française des éclaireuses.

## Biographie

### Origines et formation
Renée Sainte-Claire Deville naît dans une famille française bourgeoise catholique.  Elle est la troisième fille de Charles Etienne Sainte-Claire Deville, général de l'armée française et inventeur du Canon de 75 millimètres, et de Laure Magdeleine Gauthier-Villars, la sœur de l'écrivain Henry Gauthier-Villars dit Willy,. La famille suit les mutations successives du père et Renée et ses trois sœurs suivent des cours privés, au cours desquels elle entend parler du mouvement du Sillon, inspiré par le catholicisme social. 
Pendant la Première Guerre mondiale, elle travaille dans un hôpital à Chambéry avec l’une de ses sœurs et suit des cours d'anglais pour mieux communiquer avec les blessés. Elle continue ensuite des études d'infirmière et de puéricultrice,. En 1920, sur les conseils de Marie-Jeanne Bassot, fondatrice de la Fédération des centres sociaux, elle rejoint l'équipe de Chez nous, une maison d'action sociale au profit des enfants et des femmes de la rue Mouffetard à Paris, inspirée du Sillon, qui devient par la suite la première Maison pour tous. Elle y rencontre André Lefèvre, Marthe Levasseur et Marguerite Walther, aux débuts du scoutisme non-confessionnel en France.

### Parmi les pionnières du scoutisme féminin en France

#### Fondation de la Fédération Française des Éclaireuses et création des Petites Ailes
Au sein de l'équipe de la rue Mouffetard, Renée Sainte Claire Deville participe avec Marguerite Walther, dont elle est très proche, au développement du scoutisme féminin et à la création en 1921 de Fédération Française des Eclaireuses (FFE), la première association de scoutisme pour les filles en France. Elle est catholique mais elle choisit de s'impliquer dans le développement du scoutisme non-confessionnel (dit neutre puis laïque), dans une perspective d'action sociale pour agir auprès de filles pauvres ou modestes. Elle est totémisée Coq Noir, et fait partie de La Main, la première équipe dirigeante de la FFE, aux côtés de Marguerite Walther, Madeleine Beley, Violette Mouchon et Georgette Siegrist, en tant que commissaire nationale adjointe. 
Elle crée avec Marguerite Walther la branche des « Petites Ailes » à destination des filles de 7-8 ans à 11-12 ans, en s'inspirant des pédagogies nouvelles et notamment de Maria Montessori, d'Ovide Decroly et Jean Piaget. Basée sur le symbolisme des oiseaux et s'éloignant délibérément de la pédagogie anglaise des brownies, la première « envolée » est lancée au sein de la Maison pour tous en 1921, et le mouvement intègre officiellement la FFE en 1923,. Dans les années suivantes, Renée Sainte-Claire Deville voyage en France pour présenter et développer cette pédagogie. Dans ses fonctions de commissaire nationale adjointe, elle reste responsable des Petites Ailes jusqu’en 1940, date à laquelle elle est remplacée par Marie-Blanche Hébert.

#### Soutien des cheftaines catholiques au sein d'un scoutisme ouvert
Catholique pratiquante, Renée Sainte-Claire Deville interpelle dès 1920 les milieux catholiques sur leur manque d'intérêt pour le scoutisme féminin. Elle rencontre Marie Diémer et Renée de Montmort au camp international d'Argeronne en 1922, où des jalons pour le développement du scoutisme féminin, notamment catholique, sont posés. L’Église catholique ne soutenant pas l'initiative qu'elle ne contrôle pas, confie rapidement à Albertine Duhamel la création d'un mouvement propre, les Guides de France. Renée Sainte-Claire Deville souhaite formaliser des liens entre la FFE et les Guides de France, mais estime qu'un mouvement unique n'est pas opportun.
Elle développe à partir de 1924 au sein de la section neutre de la FFE un réseau de cheftaines catholiques (« l'équipe du Verbe ») pour poursuivre leur réflexion spirituelle. Cette démarche fait écho à des préoccupations de cheftaines dont les éclaireuses sont issues de familles catholiques et souhaitent pratiquer le scoutisme dans le milieu ouvert de la FFE tout en ayant accès à une démarche spirituelle,. Elle est cohérente avec l'approche de la section neutre de la FFE, qui encourage l'aspiration à un idéal des éclaireuses, quel qu'il soit, et se prolonge avec la création éphémère d'une section catholique dédiée au sein de la FFE, les « éclaireuses libres » de 1938 à 1944, mal perçue par l’Église catholique mais soutenue par certains prêtres dominicains.

#### Commissaire Nationale de la Fédération Française des Eclaireuses
Le 4 septembre 1940, Renée Sainte-Claire Deville est nommée Commissaire Nationale (équivalent de déléguée générale) de la FFE, et succède à Marguerite Walther. A ce titre, elle participe à la création, en 1941, de la Fédération du Scoutisme français.
Durant l'Occupation, elle prend la responsabilité de la poursuite des activités de scoutisme en zone libre, tandis que Madeleine Beley supervise la zone occupée. Dans le contexte des lois antisémites de l'Etat français, elle défend et soutient à plusieurs reprises l'existence des unités d'éclaireuses israélites au sein de la FFE, malgré le péril de dissolution encouru, ainsi que la place du scoutisme israélite au sein de la Fédération du scoutisme français. En parallèle, elle n'encourage pas l'engagement dans la Résistance de nombreuses cheftaines, estimant que leur devoir est avant tout avec leurs éclaireuses et la jeunesse française.

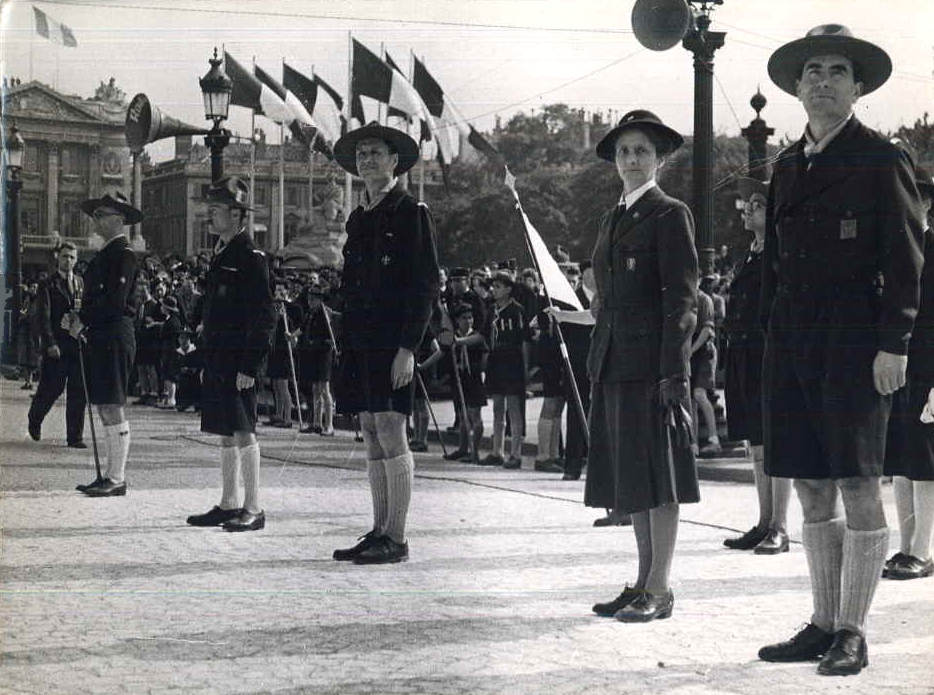
Renée Sainte-Claire Deville lors de l'accueil de Lady Baden-Powell

Après la mort soudaine de Marguerite Walther en 1942, elle est profondément affectée et elle reste seule responsable nationale du mouvement en zone libre. Elle fait partie de la délégation accueillant Olave Baden-Powell, chef guide mondiale, en avril 1945 à Paris.  
Elle met fin à ses fonctions de commissaire FFE en 1945, mais reste impliquée dans le mouvement jusqu'à la date de la fusion avec les éclaireurs et la création des Éclaireuses Éclaireurs de France. Elle poursuit en parallèle son engagement à La Mouffe, la Maison pour tous de la rue Mouffetard à Paris. Elle meurt à Paris le 17 juillet 1967.

### Vie privée
Renée Sainte Claire Deville tient, en parallèle de son engagement à la FFE, un magasin de tissus et de décoration à Paris avec une cadre de la FFE, Mme Burat, dont elle est proche jusqu'à la fin de sa vie.
En 1946, elle épouse Georges Bertier, ancien directeur de l’École des Roches et à l'origine, avec Nicolas Benoit, des Éclaireurs de France,.